# Valley of the Kings (film)
Valley of the Kings is een Amerikaanse avonturenfilm in Technicolor uit 1954 onder regie van Robert Pirosh. De film werd destijds in Nederland uitgebracht onder de titel Het dal der koningen.

## Verhaal
De film speelt af in Egypte omstreeks het jaar 1900. Ann Barclay Mercedes, de dochter van een overleden archeoloog, wil haar vaders werk voltooien en begint een speurtocht naar het graf van de Egyptische farao Ra-hotep. Ze hoopt te bewijzen dat onder deze farao Jozef onderkoning is geweest. Ze werkt samen met archeoloog Mark Brandon en wordt gedwarsboomd door een bende grafschenners., die op eigen voordeel uit zijn en met wie Anns echtgenoot Philip gemene zaak blijkt te maken.
Als hun expeditie op weg gaat, vinden ze eerst een hevige zandstorm op hun route en vervolgens een stam strijdlustige Touaregs die uiteindelijk in de omgang blijken mee te vallen. De film eindigt met een gevecht tussen Mark en Philip, waarbij Mark als winnaar tevoorschijn komt. 

## Rolverdeling
| Acteur          | Personage            | Nota           |
| --------------- | -------------------- | -------------- |
| Robert Taylor   | Mark Brandon         |                |
| Eleanor Parker  | Ann Barclay Mercedes |                |
| Carlos Thompson | Philip Mercedes      |                |
| Kurt Kasznar    | Hamed Backhour       |                |
| Victor Jory     | Tuareg Chief         |                |
| Leon Askin      | Valentine Arko       |                |
| Aldo Silvani    | Father Anthimos      |                |
| Samia Gamal     | Danseres             |                |
| Rushdy Abaza    | Zanger               | ongenoemde rol |
| Leora Dana      | Meisje               | ongenoemde rol |
| Frank de Kova   | Akmed Salah          | ongenoemde rol |

## Productie
Robert Pirosh en Karl Tunberg baseerden het filmverhaal op documenten uit het boek Gods, Graves and Scholars van wetenschapsjournalist C.W. Ceram. Metro-Goldwyn-Mayer gaf goedkeuring voor het project omdat de film veel gemeen heeft met de succesvolle film King Solomon's Mines (1950). Bovendien waren avonturenfilms die afspeelden in Egypte destijds in trek bij het grote publiek, met voorbeelden zoals The Egyptian (1954) en Serpent of the Nile (1953).
De film werd in november 1953 gedeeltelijk op locatie in Egypte opgenomen. Voor de meeste betrokkenen was het een moeizame draaiperiode. Zo konden Pirosh en Robert Taylor niet goed met elkaar overweg. Pirosh vertelde in een later interview dat hij hoopte met deze film zijn talenten als regisseur te bewijzen en dat hij zich geen raad wist met een acteur zoals Robert Taylor die volgens Pirosh meer gezag had op de filmset dan de regisseur zelf. Taylor kreeg tijdens het filmen een affaire met tegenspeelster Eleanor Parker; gezamenlijk keerden ze zich tegen Pirosh. Parker noemde Taylor later haar favoriete tegenspeler.
De cast en crew reisden circa 500 kilometer van Caïro naar de filmset, gedeeltelijk per kameel, om aldaar een week lang bij de lokale bevolking te verblijven. Er waren geen voorzieningen en men was genoodzaakt te slapen op houten planken. Tot overmaat van ramp verwondde Taylor zijn knieën ernstig bij een sprong van een kameel.

## Ontvangst
De film kreeg destijds matige reacties van de Nederlandse pers. Recensent van De Maasbode noemde de film "een weinig geslaagd product": "De fantasie ligt er duimendik op. De regisseur slaagt er maar weinig in om de spanning er in te houden. De historische juistheid van de ontdekking van het Jozefbeeld in het graf van Ra-hotep is nihil." Criticus van het Algemeen Dagblad oordeelde: "Romantiek in overvloed, wat niet van het logisch verband kan worden gezegd, want daar ontbreekt het hier en daar aan. Robert Taylor en Eleanor Parker vervullen hun rollen met vakbekwaamheid, maar overtuigen niet altijd."
Door moderne filmhistorici wordt de film gezien als een voorloper van Indiana Jones.